# Alexander Brandtner
Alexander "Alex" Brandtner, fiktivni policijski inspektor iz serije "Inspektor Rex". Bio je Rexov vlasnik i poglavar bečkog Odjela za ubojstva. Utjelovio ga je Gedeon Burkhard.

## Životopis
Brandtner je bečki policijski inspektor koji se prvi put pojavio u 46. epizodi, "Novi čovjek". Nakon smrti Richarda Mosera postao je novi Rexov vlasnik i poglavar Odjela za ubojstva. Brandtner je inače izbjegavao pse još od smrti svog psa Arka u eksploziji bombe, ali Rex mu se svidio na prvi pogled pa mu je pomogao da se izvuče iz depresije nakon Moserove smrti. Uselio se u Moserov stan i postao Rexov partner u rješavanju zločina. Riješio je mnogo slučajeva, a u nekoliko njih se i prerušavao. 

## Izgled
Brandtner je visok, mršav i crnokos. Ima tamne oči, visoko čelo i trodnevnu bradu. Atletske je građe.

## Zanimljivosti
- Gedeon Burkhard pojavio se u 9. epizodi 1. sezone, "Amok".